# プルワマ県
プルワマ県(英語：Pulwama District)は、インド北部のジャンムー・カシミール連邦直轄領西部の県。
県都はプルワマ。2011年の人口は57万60人。

## 行政区画
- アリパル
- アワンティポラ（英語版）
- トラル（英語版）
- パンポール（英語版）
- プルワマ(県都)
- ラジポーラ（英語版）
- リター（英語版）

## 歴史
2019年2月14日、自爆テロが発生し、治安要員41人が殺害された。
2月18日、政府軍と武装勢力の間で銃撃戦が発生し、民間人を含む9人が殺害された。